# Казимир Делямар

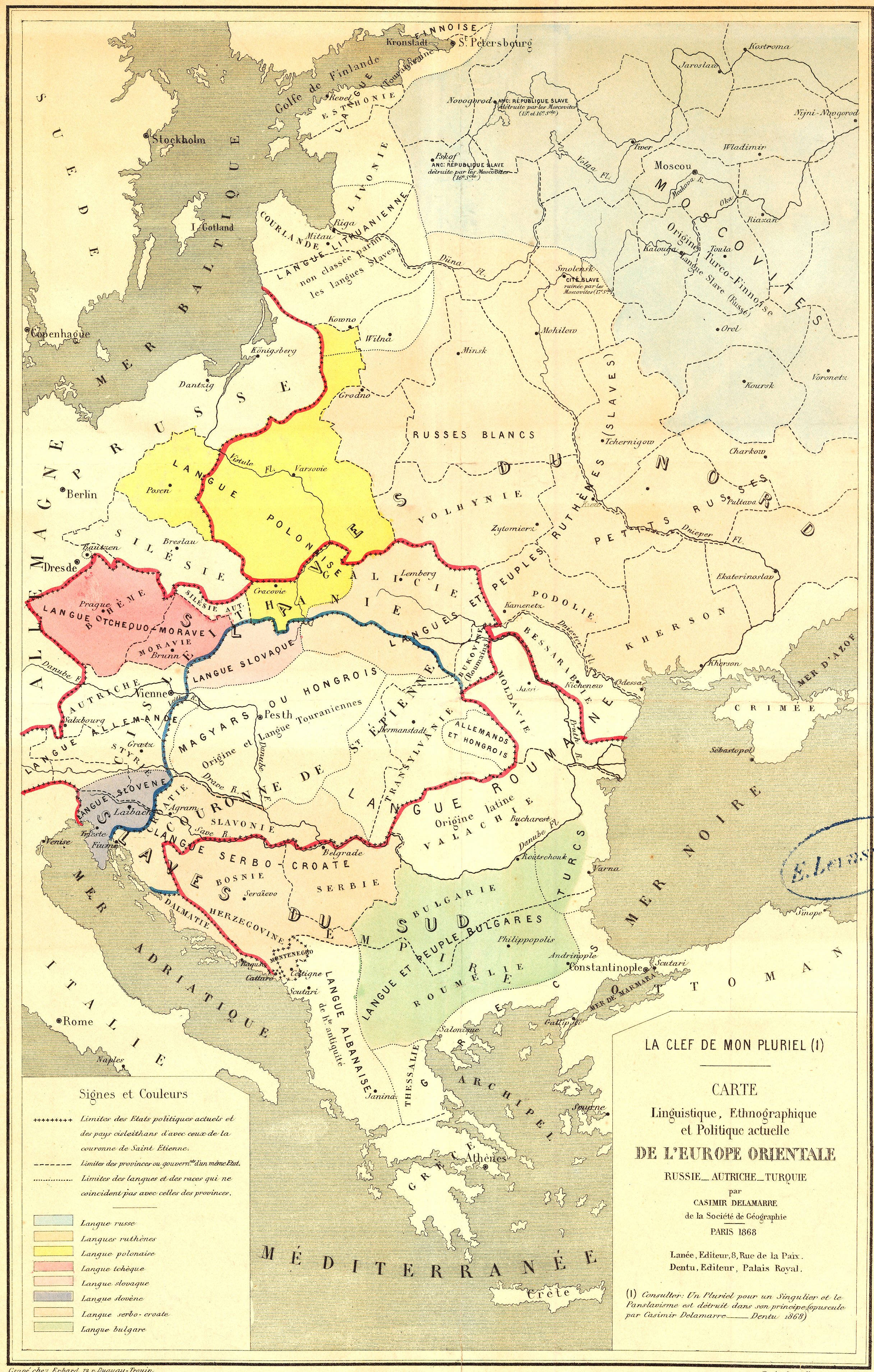
Мовна, етнічна та політична мапа Східної Європи Казимира Делямара, 1868 рік
рутенський народ та рутенська мова

Казимир Делямар (фр. Théodore-Casimir Delamarre; 16 січня 1797 — 18 лютого 1870) — французький політик, сенатор, славіст, редактор впливового часопису «La Patrie», секретар Паризького географічного товариства, близький приятель французького імператора Наполеона III.
Відомий як дослідник слов'янського світу. Опублікував праці:
- «Множина замість однини і панславізм, знищений у принципі» (1868),
- «Що таке росіяни? Етнографічне дослідження за працею Вікеснеля» (1871),
- «П'ятнадцятимільйонний європейський народ, забутий в історії» (1869).

Одна з найвідоміших його праць — Петиція в українській справі, яку він вніс до французького сенату на початку лютого 1869 року, а пізніше видав під назвою «П'ятнадцятимільйонний європейський народ, забутий в історії» двома мовами — французькою та німецькою. У цій Петиції Казимир Делямар першим з діячів Заходу порушив на державному рівні питання про захист українського народу, який з останньої чверті XVIII ст. перебував у тіні Московської держави і в XIX ст. був уже забутий у країнах Європи.
Зокрема, у своїй Петиції до французького сенату К. Деламар пише:
| Живучи між Московією та, власне кажучи, Польщею, рутенці, до яких одних раніше відносилися назви «руси» (Russes) і «русини» (Russiens), були поневолені у минулому столітті московитами, і народ завойовник сам на себе поширив ім’я переможеного народу, щоби надати собі позірних прав на володіння ним. Через це слова «руси» (Russes) і «московіти» видаються нам сьогодні синонімами, тоді як насправді вони є цілком різними для історика. |
А також:

| В Європі існує народ, забутий істориками – 15-мільйонний народ русинів, 12½ мільйонів під російським царем і 2½ мільйона під австро-угорською короною... Він існує, має свою історію, відмінну від історії Польщі і ще більш відмінну від історії Московщини, він має свої традиції, свою мову, осібну від польської та московської, він має виразну осібність, за яку бореться... Історія не може забути, що до Петра І ті, кого ми нині звемо русинами, тоді називались русами чи руськими, що їхня батьківщина була Руська земля чи Русь, а теперішні руси тоді були московитами і їхня батьківщина була Московщина"... Москалі привласнили ім'я русинів, щоб надати собі очевидні права на володіння цим народом. Це змішування дало можливість москалям змішувати в єдинім спільнім імені росіян русинів – без сумніву слов'ян, і москалів, слов'янство яких більш, ніж сумнівне. |